# Vrba (drevo)
Vrba (znanstveno ime Salix) je rod dreves, ki pogosto rastejo ob gozdnih robovih, na obrežjih voda in močvirnih travnikih. Uvrščamo jih v družino vrbovk (Salicaceae).  Vse vrste vrbe vsebujejo salicin.

## Opis
Vrbe so listnate rastline, ki največkrat rastejo v obliki grma, pogosto pa jih najdemo tudi v obliki dreves. Nekatere zrastejo tudi do 30 m v višino, medtem ko so zlasti arktične in alpske vrste nizke rasti. Vrbe so dvodomne rastline, z ženskimi cvetovi na eni in moškimi cvetovi na drugi rastlini. Razen v času polnega cvetenja, je težko razlikovati med moškim in ženskim drevesom. Najlažje jih razlikujemo takrat, ko na posameznih cvetovih v socvetju oziroma mačici postanejo vidni prašniki pri moški ali pestiči pri ženski rastlini. Moške mačice se takrat odenejo z izstopajočimi prašniki zlato rumene barve, ženske s pestiči pa ostanejo zelene. Najprej se pojavijo cvetovi v obliki mačic, pozneje še listi. Listi so večinoma podolgovati, lahko pa tudi okrogle oblike in običajno z nazobčanimi robovi. Lubje vrbe je sivo, na vejah gladko, v spodnjem delu debla pri starejših rastlinah razpokano. Vrbe so večinoma žužkocvetke, njihovi opraševalci so čebele in to je njihova prva spomladanska paša. 

## Razmnoževanje
Vrba se razmnožuje s semeni ali s potaknjenci. Vrbini plodovi so drobne glavice. Ob zrelosti vzdolžno počijo in iz njih v belih kosmih izletijo številna drobna dlakava semena. Seme je izredno lahko in brez zaloge hrane za začetni razvoj. Zato je življenjska doba semena kratka in zaradi tega so vrbe običajno vezane na vlažna tla, kjer seme lahko hitro kali. 
Za vrbe je značilna hitra rast v mladosti. Dnevno lahko doseže v glavni rastni dobi tudi do 10 cm prirastka. Celoletni prirast vrbe v optimalnih razmerah je v prvih letih običajno okoli dva metra in pol. Vse vrbe imajo rade humusna in vlažna tla, uspevajo pa tudi na težkih zamočvirjenih ali suhih tleh. Za dobro rast potrebujejo zračna tla, ki naj bi bila nevtralna ali rahlo kisla. Drevesa niso občutljiva na sezonske poplave. Vrba uspešno raste na rastiščih, kjer se  razmere vlage pogosto spreminjajo in kjer menjaje prihaja do poplav in suš. Potrebuje sončno ali polsenčno lego, le čista senca ji ne odgovarja. 
Koreninski sistem dreves razvije globoko glavno korenino, ki lahko doseže talno vodo, ki je tudi do 4 m pod zemljo in številne površinske korenine. 

## Razširjenost
Vrbe spadajo med najstarejše cvetnice na Zemlji, saj so njihov pelod in ostanke listov odkrili med geološkim raziskovanjem krednih kamnin in s tem dokazali, da so bile na zemlji razširjene že pred več kot 130 milijoni let. Danes predstavnike rodu vrb najdemo povsod po svetu. Osnovni vzroki velike razširjenosti segajo daleč nazaj v čas po ledeni dobi, ko so se vrbe izkazale kot pionirji ponovne poselitve, saj so bile med prvimi, ki so bile sposobne rasti v mejnih življenjskih razmerah. Zaradi njihove prilagodljivosti jih tudi danes najdemo skoraj v vseh življenjskih okoljih. Seme vrbe je hitro kaljivo in lahko, zato ga veter zlahka raznese po velikih površinah. Vrbe so sposobne prenašati klimatske ekstreme in se hitro prilagodijo na vse vrste tal. To jim daje veliko prednost pred drugimi drevesnimi vrstami.

## Uporaba
Uporabnost vrbe je različna. Lubje vrbe se uporablja v zdravilne namene. V preteklosti so za hrano uporabljali mlade kuhane poganjke, posušeno in zmleto notranjo stran lubja so dodajali moki za peko kruha, kot nadomestek za pravi čaj so uporabljali liste. Pomembna je tudi tehnična uporabnost vrbe. Les vrbe je primeren za obdelavo. Mlade šibe vrbe se uporabljajo v pletarstvu. Vrba je hitrorastoča rastlina, zato je primerna za vzgojo v zunaj gozdnih nasadih za pridobivanje biomase ali kot surovino v papirni industriji. Zaradi močnega koreninskega sistema so uporabne za utrjevanje brežin.  
V Sloveniji je gospodarski pomen vrbe, v primerjavi z drugimi drevesnimi vrstami, majhen. Eden od razlogov je tudi ta, da je pravih rastišč, ki bi ji idealno ustrezala, zelo malo.  Že v sosednji Hrvaški in v Vojvodini je veliko bolj cenjena, saj so območja ob reki Savi in Donavi večinoma zasajena z vrbo. Gospodarsko najpomembnejša vrba na tem območju je bela vrba, iz katere so žlahtnitelji vzgojili celo vrsto klonov, ki se uporabljajo za zasajanje različnih nasadov. 

## Vrste
Salix acutifolia

Salix alaxensis 

Salix alba - bela vrba

Salix alpina - alpska vrba

Salix amygdaloides 

Salix arbuscula 

Salix arbusculoides

Salix arctica 

Salix atrocinerea

Salix aurita - rakita

Salix babylonica - vrba žalujka

Salix bakko

Salix barrattiana 

Salix bebbiana

Salix boothii 

Salix bouffordii

Salix brachycarpa

Salix cacuminis

Salix canariensis

Salix candida 

Salix caprea - iva

Salix caroliniana 

Salix chaenomeloides

Salix chilensis

Salix cinerea - pepelnatosiva vrba

Salix cordata

Salix daphnoides - volčinasta vrba

Salix discolor 

Salix eastwoodiae 

Salix eleagnos - siva vrba

Salix eriocarpa

Salix eriocephala 

Salix excelsa

Salix exigua 

Salix foetida 

Salix fragilis - krhlica ali krhka vrba

Salix futura

Salix geyeriana

Salix gilgiana

Salix glauca

Salix gooddingii 

Salix gracilistyla

Salix hainanica 

Salix helvetica 

Salix herbacea - zelnata vrba

Salix hirsuta

Salix hookeriana 

Salix hultenii

Salix humboldtiana 

Salix humilis

Salix integra

Salix interior

Salix japonica

Salix jessoensis

Salix koriyanagi

Salix kusanoi

Salix lanata 

Salix lapponum 

Salix lasiandra 

Salix lasiolepis

Salix lucida 

Salix magnifica

Salix matsudana 

Salix miyabeana

Salix mucronata

Salix myrtilloides

Salix myrsinifolia - črnikasta vrba

Salix myrsinites 

Salix nakamurana

Salix nigra 

Salix pedicellaris

Salix pentandra - peteroprašniška vrba

Salix petiolaris 

Salix phylicifolia 

Salix planifolia

Salix polaris 

Salix pseudo-argentea

Salix purpurea - rdeča vrba

Salix pyrifolia

Salix reinii

Salix repens

Salix reticulata - mrežolistna vrba

Salix retusa - topolistna vrba

Salix rorida

Salix rosmarinifolia - rožmarinolistna vrba

Salix rupifraga

Salix salicicola

Salix schwerinii

Salix scouleriana

Salix sericea

Salix serissaefolia

Salix serissima 

Salix shiraii

Salix sieboldiana

Salix sitchensis

Salix subfragilis

Salix subopposita

Salix taraikensis

Salix tetrasperma

Salix thorelii

Salix triandra - mandljeva vrba

Salix udensis

Salix viminalis - beka

Salix vulpina

Salix waldsteiniana - Waldsteinova vrba

Salix wallichiana

Salix wilmsii

Salix woodii

Salix yezoalpina

Salix yoshinoi